# Tovomita duckei
Tovomita duckei är en tvåhjärtbladig växtart som beskrevs av Huber. Tovomita duckei ingår i släktet Tovomita och familjen Clusiaceae. Inga underarter finns listade i Catalogue of Life.